# Agenda Éducation 2030
L'agenda Éducation 2030 est un engagement visant à transformer l’éducation afin de la rendre ouverte à tous, inclusive et de qualité. Grâce au nouveau programme de développement durable entériné par la communauté internationale au Sommet sur le développement durable le 25 Septembre 2015, le monde s’est fixé pour objectif d’éradiquer la pauvreté à l’horizon 2030 à travers 17 Objectifs de développement durable (ODD). Ces objectifs ambitieux ont été adoptés à l’unanimité par les 193 États membres de l’Organisation des Nations unies. C’est à ces derniers qu’incombe en premier lieu la responsabilité de les réaliser. L’éducation, cruciale pour atteindre l’ensemble des ODD, bénéficie d’un objectif dédié, l’ODD 4, visant à « assurer l’accès de tous à une éducation de qualité, sur un pied d’égalité, et promouvoir les possibilités d’apprentissage tout au long de la vie ». L’UNESCO est la seule agence des Nations unies chargée de tous les aspects de l’éducation et possède également un réseau mondial d’instituts et de bureaux spécialisés. C’est pourquoi elle s’est vu confier la direction et la coordination de cet objectif, aux côtés de ses partenaires, par le biais de l’agenda Éducation 2030. Bien que les gouvernements soient responsables au premier chef de la mise en œuvre de cet agenda, l’UNESCO et ses partenaires les accompagnent en apportant des conseils stratégiques coordonnés, en proposant une assistance technique, en renforçant leurs capacités et en évaluant les progrès accomplis aux niveaux mondial, régional et national.

## Dix cibles pour réaliser l’agenda Éducation 2030
Les dix cibles de l’Objectif de développement durable 4 recouvrent de nombreux aspects de l’éducation. Sept d’entre elles sont des résultats escomptés, les trois autres concernent les moyens d’atteindre ces cibles.
4.1 Enseignement primaire et secondaire universel
D’ici à 2030, faire en sorte que toutes les filles et tous les garçons suivent, sur un pied d’égalité, un cycle complet d’enseignement primaire et secondaire gratuit et de qualité, qui débouche sur un apprentissage véritablement utile.
4.2 Développement de la petite enfance et éducation préscolaire universelle
D’ici à 2030, faire en sorte que toutes les filles et tous les garçons aient accès à des activités de développement et de soins de la petite enfance et à une éducation préscolaire de qualité qui les préparent à suivre un enseignement primaire
4.3 Égalité d’accès à un enseignement technique, professionnel et tertiaire
D’ici à 2030, faire en sorte que les femmes et les hommes aient tous accès dans des conditions d’égalité à un enseignement technique, professionnel ou tertiaire, y compris universitaire, de qualité et d’un coût abordable
4.4 Compétences nécessaires à l’obtention d’un travail décent
D’ici à 2030, augmenter nettement le nombre de jeunes et d’adultes disposant des compétences, notamment techniques et professionnelles, nécessaires à l’emploi, à l’obtention d’un travail décent et à l’entrepreneuriat
4.5 Égalité des genres et inclusion
D’ici à 2030, éliminer les inégalités entre les sexes dans le domaine de l’éducation et assurer l’égalité d’accès des personnes vulnérables, y compris les personnes handicapées, les autochtones et les enfants en situation vulnérable, à tous les niveaux d’enseignement et de formation professionnelle
4.6 Alphabétisation universelle des jeunes et des adultes
D’ici à 2030, faire en sorte que tous les jeunes et une proportion considérable d’adultes, hommes et femmes, sachent lire, écrire et compter
4.7 Éducation à la citoyenneté au service du développement durable et éducation à la citoyenneté mondiale
D’ici à 2030, faire en sorte que tous les élèves acquièrent les connaissances et compétences nécessaires pour promouvoir le développement durable, notamment par l’éducation en faveur du développement et de modes de vie durables, des droits de l’homme, de l’égalité des sexes, de la promotion d’une culture de paix et de non-violence, de la citoyenneté mondiale et de l’appréciation de la diversité culturelle et de la contribution de la culture au développement durable
4.a Environnements d’apprentissage efficaces
Faire construire des établissements scolaires qui soient adaptés aux enfants, aux personnes handicapées et aux deux sexes ou adapter les établissements existants à cette fin et fournir un cadre d’apprentissage effectif qui soit sûr, exempt de violence et accessible à tous
4.b Bourses d’études
D’ici à 2020, augmenter nettement à l’échelle mondiale le nombre de bourses d’études offertes aux pays en développement, en particulier aux pays les moins avancés, aux petits États insulaires en développement et aux pays d’Afrique, pour financer le suivi d’études supérieures, y compris la formation professionnelle, les cursus informatiques, techniques et scientifiques et les études d’ingénieur, dans des pays développés et d’autres pays en développement
4.c Enseignants et éducateurs
D’ici à 2030, accroître considérablement le nombre d’enseignants qualifiés, notamment au moyen de la coopération internationale pour la formation d’enseignants dans les pays en développement, surtout dans les pays les moins avancés et les petits États insulaires en développement.

## L’évaluation de l’apprentissage dans le Programme 2030
Si les évaluations à grande échelle des apprentissages (LSLA) et le suivi des acquis ont récemment retenu l’attention de la communauté des acteurs du développement, l’adoption de l’ODD 4 a conféré à ces aspects de l’éducation une importance sans précédent. L’agenda Éducation 2030 a contribué à renforcer l’intérêt pour les évaluations et les données relatives aux acquis, et à présenter ainsi les LSLA comme indispensables au suivi des apprentissages et des progrès dans la réalisation des nouvelles cibles. La présente section analyse la place centrale des LSLA dans la promotion de cette vision nouvelle de l’éducation – comme des outils de suivi et d’établissement de rapports, mais aussi comme des moyens d’orienter et d’encourager les politiques et d’assurer à terme la réalisation de l’ODD 4.

### La vision de l’agenda Éducation 2030
Comme indiqué dans la Déclaration d’Incheon adoptée en 2015, cet agenda est inspiré par une vision humaniste de l’éducation et du développement fondée sur le respect de droits de l’homme et la dignité humaine, la justice sociale, l’inclusion, la protection, la diversité culturelle, linguistique et ethnique, ainsi que sur une responsabilité et une redevabilité partagées. La Déclaration réaffirme le principe selon lequel l’éducation est un bien public, un droit humain fondamental et un préalable à l’exercice d’autres droits. Elle décrit l’éducation comme une condition essentielle de l’épanouissement de chacun et du développement durable dans un contexte où la croissance économique est guidée par un souci fondamental de justice sociale et de gestion responsable de l’environnement. Les éléments du Programme de développement à l’horizon 2030 relatifs à l’éducation ont recentré l’attention sur l’équité et l’inclusion, ainsi que sur la qualité et la pertinence de l’éducation, dans la perspective de l’apprentissage tout au long de la vie. Telle est, en essence, la teneur de l’Objectif de développement durable 4 (ODD 4), qui appelle à « assurer une éducation inclusive et équitable de qualité et promouvoir des possibilités d’apprentissage tout au long de la vie pour tous ».

### Les résultats et produits de l’éducation au cœur de l’ODD 4
L’ODD 4 met l’accent sur les résultats et produits du processus éducatif. Il privilégie l’acquisition des connaissances, aptitudes fondamentales et transférables et compétences pertinentes qui constituent le socle d’un apprentissage tout au long de la vie utile dans le monde du travail et dans la vie civique, sociale et culturelle. C’est ce dont témoignent clairement les cibles et indicateurs mondiaux, axés sur les résultats, qui sont proposés pour suivre les progrès dans la réalisation de l’ODD 4. Compte tenu de la place centrale de l’apprentissage dans le nouvel agenda, les données s’y rapportant apparaissent de plus en plus comme un élément essentiel des mécanismes de suivi visant à mesurer la mise en oeuvre de l’ODD 4 – aux niveaux mondial, régional et national. Toutes ces informations permettent aux pays d’évaluer la bonne santé de leur système éducatif, de déterminer les facteurs corrélés avec les résultats (par exemple qualifications des enseignants, ressources pédagogiques, accès) et de comprendre comment la combinaison de diverses variables donne une image plus claire de la dynamique des systèmes éducatifs. Ensemble, les données apportent des indications sur les aspects en rapport avec la réussite de l’élève et les liens entre celle-ci et la santé, l’équité, la qualité des intrants scolaires, le degré de soutien parental au foyer, et la typologie et la situation géographique des écoles. En ce sens, les LSLA jouent un rôle essentiel dans la mesure de l’équité – l’un des principes essentiels qui guident l’agenda Éducation 2030.

## Sources
- Cet article est partiellement ou en totalité issu de la page « L'Education transforme la vie » de UNESCO, le texte ayant été placé par l’auteur ou le responsable de publication sous la CC BY-SA 3.0 IGO

- Cet article est partiellement ou en totalité issu de la page « La promesse de l’évaluation à grande échelle des apprentissages: reconnaître les limites pour libérer les potentialités » de UNESCO, le texte ayant été placé par l’auteur ou le responsable de publication sous la CC BY-SA 3.0 IGO